# 劉天龍
劉天龍（英語：Andy Lau，1981年7月29日—）是香港無綫電視男藝人，於2004年第18期無綫電視藝員訓練班而入行，主要拍電視劇。

## 作品
- 《衝上雲霄》[1]
- 《帝女花》[1]
- 《學警雄心》[1]
- 《使徒行者》飾 伍偉光[1]
- 《神槍狙擊》[1]
- 《大醬園》[1]
- 《鐵拳英雄》[1][2]
- 《金宵大廈2》[2][3]
- 《收規華》飾 阿　標
- 《城寨英雄》飾 馮春美之手下
- 《使徒行者2》飾 阿　鬼
- 《愛·回家之八時入席》飾
- 《愛·回家之開心速遞》飾
- 《解決師》飾
- 《十八年後的終極告白2.0》飾 便衣警員
- 《回歸》飾 經理
- 《痞子殿下》飾 摘筍人
- 《白色強人II》飾 兒科醫生
- 《美麗戰場》飾 工作人員
- 《法證先鋒V》飾 陳啓豪
- 《黃金萬両》飾 街坊
- 《新四十二章》飾 律師
- 《痞子無間道》飾
- 《叛逃》飾 Alan
- 《飛虎》飾 CID
- 《迷》飾 林Sir
- 《那些我愛過的人》飾 林中豹
- 《隱門》飾 輝
- 《靈戲逼人》飾 青年麗爺爺
- 《寵愛Pet Pet》飾 經紀
- 《新聞女王》飾
- 《痞子無間道》飾 浣仔刺
- 《奪命提示》飾 星
- 《虛擬情人》飾 客人
- 《刑偵12》飾 王長官